# Credo Citadell 19
A Credo Citadell 19 autóbuszt a Krankovics István tulajdonában álló győri Kravtex-Kühne Csoport gyártotta. Városi, teljesen alacsony padlós típuscsaládjának csuklós változata. 18,75 méter hosszú, teljes hosszában alacsony padlós, városi autóbusz, 4 db befelé nyíló teljes szélességű bolygóajtóval.
A többi Credóval ellentétben a Citadell típusok már az ekkora járműveknél megszokott méretű, 22,5" kerékátmérőjű abroncsokkal vannak felszerelve.
Eddig két példány készült az autóbuszból, amely tesztelés céljából BKV-nál és Győrben is megfordult, jelenleg mindkettő Pécsett van forgalomban.
Mivel a típusból nem készült Euro 6-os motorral szerelt változat, 2015-től kikerült a termékkínálatból.

## Lásd még
- Credo Citadell 12